# Platja del Morer
La platja del Morer és una platja seminatural de la costa del Maresme, situada al municipi de Sant Pol de Mar (Maresme), al nord el nucli urbà, entre la Platjola i la platja de la Roca Grossa. Transcorre paral·lela a la via del tren i la carretera N-II. Té una longitud de 270 m i una amplada de 20 m de sorra gruixuda i forta pendent d'entrada a l'aigua. S'hi accedeix a peu des de la Platjola o a través del pas subterrani del torrent del Morer.